# Hydroxytertatolol
Hydroxytertatolol es un beta bloqueador. Es un derivado del compuesto químico tertatolol.